# Grand Theft Auto VI
Grand Theft Auto VI este un viitor joc de acțiune și aventură în lume deschisă în curs de dezvoltare de către Rockstar North și publicat de Rockstar Games. Acesta ar urma să fie al optulea joc Grand Theft Auto principal, după Grand Theft Auto V (2013), și al șaisprezecelea joc în total. Amplasat în cadrul statului fictiv în lume deschisă Leonida, bazat pe Florida, inclusiv pe orașul Vice City, inspirat de Miami, și de alte orașe, povestea este menită să urmărească duo-ul criminal Lucia și partenerul ei Jason, orice alte personaje care fac parte integrantă din poveste nu au fost încă dezvăluite.
După ani de speculații, Rockstar a confirmat în februarie 2022 că jocul era în curs de dezvoltare. În luna septembrie a aceluiași an, secvențe din primele versiuni de dezvoltare au fost scurse online în ceea ce jurnaliștii au descris ca fiind una dintre cele mai mari scurgeri de informații din istoria industriei jocurilor video. În decembrie 2023, jocul a fost dezvăluit oficial cu o zi mai devreme decât era planificat, din cauza scurgerii trailerului de către o parte neautorizată pe platforma de socializare X, acesta fiind rapid eliminat. Grand Theft Auto VI este programat să fie lansat în 2026 pentru PlayStation 5 și Xbox Seria X/S, urmând probabil să fie lansat și un port pentru PC, așa cum sugerează titlurile anterioare din serie.

## Locația
Grand Theft Auto VI este plasat în Leonida, un stat fictiv cu o lume deschisă, bazat pe Florida, care include Vice City, o versiune fictivă a orașului Miami. Vice City a fost prezentat anterior în Grand Theft Auto (1997) și ca decor principal în Grand Theft Auto: Vice City (2002) și Grand Theft Auto: Vice City Stories (2006). Jocul urmărește un duo de infractori: Lucia, prima protagonistă feminină a seriei din 1999 încoace, și partenerul ei; primul trailer o prezintă pe Lucia în calitate de deținut.

## Dezvoltare
În urma lansării Grand Theft Auto V în 2013, Leslie Benzies, președintele de atunci al Rockstar North, a declarat că firma are "câteva idei" pentru următorul joc al seriei. În 2018, The Know a relatat că jocul, cu numele de cod Project Americas, va fi plasat în principal în Vice City și parțial în America de Sud și va avea o protagonistă de sex feminin. În 2020, Jason Schreier de la Kotaku a raportat că jocul era "la începutul dezvoltării" ca "o versiune de dimensiuni moderate" care se va extinde în timp, pentru a evita criza de dezvoltatori a predecesorilor săi. În 2021, jurnalistul Tom Henderson a afirmat că harta jocului ar putea evolua asemănător cu Fortnite Battle Royale. Scriind pentru Bloomberg News în 2022, Schreier a relatat că jocul a intrat în dezvoltare în 2014 și că va avea doi protagoniști influențați de Bonnie și Clyde, inclusiv o femeie latină, și a susținut că dezvoltatorii subminează cu prudență tendința seriei de a glumi pe seama grupurilor marginalizate.
Jocul a devenit foarte așteptat în anii dinaintea anunțului său, iar jurnaliștii au remarcat că unii fani au devenit frustrați de tăcerea continuă a Rockstar Games, în special după ce au anunțat o relansare a Grand Theft Auto V în 2020. O persoană care făcea referire la joc a primit atenția presei pentru că a întrerupt mai multe emisiuni live pe scenă și la televiziune. La 4 februarie 2022, Rockstar a confirmat că dezvoltarea era "în plină desfășurare". În iulie, Rockstar a anunțat că Red Dead Online nu va mai primi actualizări majore, deoarece resursele de dezvoltare au fost retrase pentru a se concentra pe viitorul joc; surse din industrie au declarat că Rockstar a realocat resursele după ce remasterizările planificate ale Grand Theft Auto IV (2008) și Red Dead Redemption (2010) au fost puse în pauză din cauza reacțiilor primite de Grand Theft Auto: The Trilogy – The Definitive Edition (2021).
În noiembrie 2023, președintele Rockstar, Sam Houser, a anunțat că primul trailer al jocului va fi lansat la începutul lunii decembrie pentru a sărbători cea de-a 25-a aniversare a companiei. Jurnaliștii au relatat că anunțul de pe platforma de socializare X a devenit cea mai apreciată postare legată de jocuri în decurs de cinci ore, depășind recordul stabilit de două postări anterioare despre joc; acest lucru a fost depășit de postarea din 1 decembrie a Rockstar care anunța data de lansare a trailerului, 5 decembrie, primind peste 1,8 milioane de aprecieri în decurs de 24 de ore. Alți dezvoltatori au imitat formatarea anunțului pentru a-și promova propriile trailere. Pe 4 decembrie, o versiune de calitate scăzută a trailerului a fost scursă pe X; ca răspuns, Rockstar a publicat trailerul oficial pe YouTube, dezvăluind oficial titlul, protagoniștii, decorul și fereastra de lansare a jocului 2025 pentru PlayStation 5 și Xbox Series X/S. În trailer a fost prezentată piesa "Love Is a Long Road" a lui Tom Petty. În decurs de 12 ore, acesta a doborât recordul pentru cele mai multe vizualizări în prima zi pentru un videoclip YouTube non-muzical, cu peste 46 de milioane.
Pe data de 2 Mai 2025, o postare a fost făcută de către Rockstar Games pe pagina oficială a acestora de Instagram unde au dezvăluit că data de lansare a jocului va fi 26 Mai 2026, aceasta a fost o amânare a jocului, fiind initial propus să fie publicat În 2025.

## Scurgeri de informații
La 18 septembrie 2022, un utilizator cunoscut sub numele de „teapotuberhacker” a publicat pe GTAForums 90 de videoclipuri care prezintă 50 de minute de filmări ale jocului în curs de desfășurare. Schreier a confirmat cu surse de la Rockstar că filmările erau autentice, iar The Guardian a raportat că acestea proveneau din mai multe etape de dezvoltare, cu câteva videoclipuri vechi de aproximativ un an. Filmarea dezvăluie un decor modern al Vice City, conține teste de animație, teste de joc, planuri de nivel și conversații între personaje și prezintă personajele jucabile principale, Jason și Lucia, intrând într-un club de striptease și jefuind un restaurant. Hackerul a pretins că se află în spatele încălcării securității Uber din săptămâna anterioară. El a susținut că a descărcat fișierele direct de la grupurile interne Slack ale Rockstar și că deține cod sursă, active și versiuni interne atât pentru noul joc, cât și pentru Grand Theft Auto V, pe care a amenințat că le va publica.
Take-Two a răspuns prin eliminarea videoclipurilor care arată sau discută despre scurgerile găzduite pe YouTube în temeiul Digital Millennium Copyright Act și a contactat moderatorii GTAForums și Reddit pentru a elimina accesul. Hackerul a scris că el „caută să negocieze o înțelegere” cu Rockstar sau Take-Two. Mai mulți jurnaliști au descris evenimentul ca fiind una dintre cele mai mari scurgeri de informații din istoria jocurilor video; Schreier l-a numit „un coșmar pentru Rockstar Games”, care ar putea limita flexibilitatea muncii de la distanță pentru angajați. Analistul Jefferies, Andrew Uerkwitz, l-a numit un „dezastru de relații publice” care ar putea întârzia jocul și scădea moralul personalului, dar era puțin probabil să afecteze recepția sau vânzările. The Guardian a remarcat că materialul scurs a fost criticat pe scară largă „de către utilizatori prost informați” din cauza calității sale, în ciuda faptului că nu sunt reprezentative pentru produsul final. Unii utilizatori au susținut în mod eronat că elementele grafice și artistice sunt finalizate la începutul dezvoltării jocului. În semn de solidaritate, câțiva dezvoltatori din industrie au împărtășit imagini în curs de desfășurare ale jocurilor lor, iar unii, inclusiv Cliff Bleszinski, Neil Druckmann, Rami Ismail și Alanah Pearce, și-au exprimat simpatia față de Rockstar Games.
Pe 19 septembrie, Rockstar a confirmat că scurgerea este o "intruziune în rețea" și a deplâns modul în care jocul a fost dezvăluit pentru prima dată, dar nu a anticipat efecte pe termen lung asupra dezvoltării. Rockstar a dezactivat comentariile și răspunsurile pe conturile lor de socializare în zilele următoare după scurgerea de informații. Take-Two a adăugat că s-au luat măsuri "pentru izolarea și limitarea acestui incident". Prețul acțiunilor companiei a scăzut cu mai mult de șase la sută în tranzacțiile înainte de piață în acea zi, dar și-a revenit în timpul orelor obișnuite de tranzacționare după declarația lui Take-Two. Uber a recunoscut potențialele legături cu încălcarea securității lor și a remarcat că lucrează cu Biroul Federal de Investigații și Departamentul de Justiție al Statelor Unite. Ei credeau că hackerul era afiliat grupului Lapsus$, despre care se crede că a compromis securitatea cibernetică a companiilor precum Microsoft, Nvidia și Samsung în anul precedent. În noiembrie, Zelnick a spus că nu pare să fi fost luate bunuri materiale și că incidentul a determinat companiile să devină mai vigilente cu securitatea cibernetică. În februarie 2023, el a reiterat că scurgerea a avut un impact emoțional asupra personalului, dar afacerile au rămas neafectate.
Un adolescent în vârstă de 17 ani din Oxfordshire - descoperit de Matthew Keys de la The Desk ca fiind "teapotuberhacker" - a fost arestat de poliția din Londra pe 22 septembrie, în cadrul unei anchete susținute de Unitatea Națională a Crimelor Cibernetice din Statele Unite. Agenția Națională a Crimei din Regatul Unit. Potrivit lui Keys, oficialii de aplicare a legii din Statele Unite au asistat la anchetă și se crede că cel puțin alte două persoane sunt implicate. Suspectul este considerat unul dintre liderii Lapsus$, care, la momentul respectiv în vârstă de 16 ani, a fost printre cei șapte arestați în martie 2022 sub suspiciunea că au spart alte companii, în timpul cărora au acumulat 10,6 milioane de lire sterline. Apare în fața Tribunalului pentru Tineret Highbury Corner pe 24 septembrie, fiind acuzat de două capete de acuzare de încălcare a condițiilor de cauțiune și două capete de acuzare de utilizare abuzivă a computerului; a pledat vinovat față de prima acuzație și nevinovat față de cea din urmă, negând afirmațiile procurorului că a utilizat un telefon mobil pe care "nu avea permisiunea să-l aibă" pentru a sparge și răscumpăra companii. Cazul a fost înaintat unei instanțe superioare împreună cu o problemă "similară", în timp ce băiatul a fost arestat într-un centru de detenție pentru tineri.
Pe 4 decembrie, copilul unui angajat Rockstar ar fi scurs imagini din joc înainte de lansarea primului trailer oficial pe 5 decembrie.